# Gabriele Günz
Gabriele Günz z domu Niebling (ur. 8 września 1961 w Eisenach) – niemiecka lekkoatletka, specjalistka skoku wzwyż, medalistka halowych mistrzostw Europy. W czasie swojej kariery reprezentowała Niemiecką Republikę Demokratyczną.

## Kariera sportowa
Zdobyła srebrny medal w skoku wzwyż na halowych mistrzostwach Europy w 1986 w Madrycie, przegrywając jedynie ze swą koleżanką z reprezentacji NRD Andreą Bienias, a wyprzedzając Łarise Kosicynę ze Związku Radzieckiego. Na halowych mistrzostwach Europy w 1988 w Budapeszcie zajęła 6. miejsce.
Była mistrzynią NRD w skoku wzwyż w 1988, wicemistrzynią w 1985 i 1987 oraz brązową medalistką w 1983 i 1986. W hali była mistrzynią NRD w tej konkurencji w 1985, 1988 i 1989, wicemistrzynią w 1986 oraz brązową medalistką w 1981 i 1983.
Rekordy życiowe Günz:
- skok wzwyż – 1,97 m (26 czerwca 1987, Halle)
- skok wzwyż (hala) – 2,01 m (31 stycznia 1988, Stuttgart)